# مدينة طيبة الجنائزية
مدينة طيبة الجنائزية أو مقبرة طيبة هو لفظ يطلق على المنطقة الممتدة بطول البر الغربي لنهر النيل في مواجهة مدينة طيبة القديمة (داخل الأقصر حاليا)، بصعيد مصر والتي تضم مقابر العديد من ملوك المملكة المصرية الحديثة، بالإضافة إلى المعابد الجنائزية والنصب التذكارية، وقصور ملوك تلك الحقبة الزمنية من تاريخ مصر القديمة، وسُجلت المنطقة بأكملها موقعا للتراث العالمي منذ عام 1979.

## المعابد الجنائزية
- الدير البحري
  - المعبد الجنائزي لحتشبسوت
  - المعبد الجنائزي لمنتوحتب الثاني
  - المعبد الجنائزي لتحوتمس الثالث
- مدينة هابو
  - المعبد الجنائزي لرمسيس الثالث
  - المعبد الجنائزي لآي وحورمحب
- المعبد الجنائزي لأمنحتب الثالث
  - تمثالا ممنون
- معبد مرنبتاح الجنائزي
- المعبد الجنائزي لرمسيس الرابع
- المعبد الجنائزي لتحوتمس الرابع
- المعبد الجنائزي لتحوتمس الثالث
- المعبد الجنائزي لتوسرت
- معبد نب ون إنيف
- القرنة
  - المعبد الجنائزي لسيتي الأول
- المعبد الجنائزي لأمنحتب الثاني
- معبد الرامسيوم (المعبد الجنائزي لرمسيس الثاني)

## المقابر الملكية

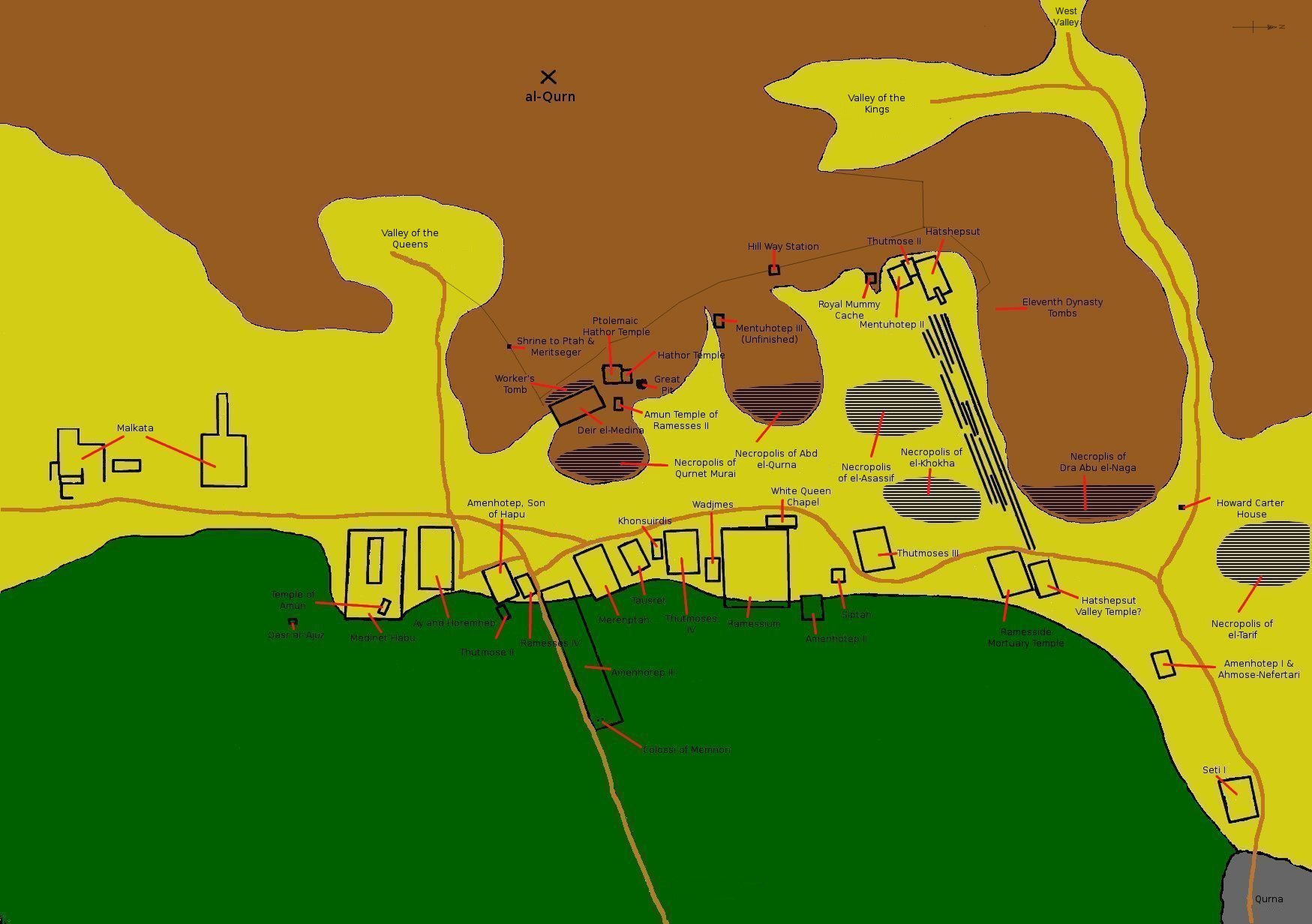
خريطة مدينة طيبة الجنائزية

- وادي الملوك
- وادي الملكات

## مقابر آخرى
- دير المدينة
  - مقابر العمال
  - الضريح المقدس لميريت سجر وبتاح
- مقابر النبلاء
  - العساسيف
  - الخوخة
  - الطارف
  - ذراع أبو النجا
  - قرنة مرعي
  - شيخ عبد القرنة

## وصلات خارجية
- مشروع تخطيط طيبة